# Кехаритоменски манастир
Манастирът „Света Богородица Кехаритомена“, известен като Кехаритоменски манастир или накратко като Кехаритомен (на гръцки: Θεοτόκος Κεχαριτωμένη Богородица Преблагодатна), е женски манастир, построен в началото на XII век във византийската столица Константинопол от императрица Ирина Дукина. Оцелява до XV век.
Манастирът е известен главно с обширния си типик (типикон), издаден от неговата основателка ок. 1110 г. по модела на типика на Евергетидския манстир. Построен е в северозападна част на Константинопол, в квартала Девтерон, в непосредствена близост до мъжкия манастир „Христос Филантроп“, основан малко по-рано (1107 г.) от Ирина. Двата манастира били разделени от стена, но са обслужвани от обща водопроводна система.
Според Типика на Кехаритоменския манастир първоначално в него е било предвидено да живеят 24 монахини, но правилата позволяват броят им да бъде увеличен до 40. Манстирът бил киновия, като монахините спели в общо спално помещение, а не в отделни килии. Те също така живеели в строго уединение, а на мъже не било позволено да влизат в комплекса, с изключение на двама свещеници, на иконома и изповедника на монахините, като четиримата освен това трябвало да бъдат евнуси. Единствено изключение било направено за влизането на лекар, който трябвало да бъде или евнух, или възрастен човек. Като имперски манстир обителта е тясно свързана с управляващата династия на Комнините, а императрица Ирина Дукина построява в ного и апартаменти за себе си и за други жени от императорското семейство. Дъщерята ѝ Анна Комнина е била принудена да се оттегли там след смъртта на съпруга си и именно тук тя написала Алексиада.
За последно манастирът е засвидетелстван през XV век, когато го посетил руският поклонник Зосим. Днес от него обаче не са оцелели никакви останки.

## Препратки
1. ↑  Anonymous (Eleventh century) — Dumbarton Oaks //  www.doaks.org.   Посетен на 12 January 2022.
2. 1 2 3 4 5 6  ODB, с. 1118.
3. ↑  Thomas & Hero 2000, с. 649.

## Допълнителна информация
- ((Greek, French)) Gautier, Paul (1985). Le typikon de la Théotokos Kécharitôménè. – Revue des études byzantines, 43,  5–165, doi:10.3406/rebyz.1985.2170, https://www.persee.fr/doc/rebyz_0766-5598_1985_num_43_1_2170

|  | Тази страница частично или изцяло представлява превод на страницата Kecharitomene Monastery в Уикипедия на английски. Оригиналният текст, както и този превод, са защитени от Лиценза „Криейтив Комънс – Признание – Споделяне на споделеното“, а за съдържание, създадено преди юни 2009 година – от Лиценза за свободна документация на ГНУ. Прегледайте историята на редакциите на оригиналната страница, както и на преводната страница, за да видите списъка на съавторите. ВАЖНО: Този шаблон се отнася единствено до авторските права върху съдържанието на статията. Добавянето му не отменя изискването да се посочват конкретни източници на твърденията, които да бъдат благонадеждни. |